# Булыгин, Пётр Павлович
Пётр Павлович Булыгин (1859—1914) — русский писатель; статский советник.

## Биография
Из дворян. Получил домашнее образование. После окончания Александровского военного училища (1880) служил в 10-й конно-артиллерийской батарее. Уволен в запас в чине поручика (1890). Служил земским начальником в Гороховецком уезде Владимирской губернии, членом губернской земской управы, почётным мировым судьей в Гороховецком и Вязниковском уездах. Вышел в отставку в чине статского советника (1910). Печатал статьи в газете «Владимирец» (1907), «Русское слово» (1906―1908), «Русские ведомости» (1907―1908). По сведениям Департамента полиции, в 1905―1909 Булыгин, будучи членом Владимирской губернской земской управы, был известен своим «либеральным направлением», играл активную роль в партии кадетов.
Начало литературной деятельности Булыгина связано с публикацией нескольких стихотворений в газете «Неделя» (1880) и журнале «Русское богатство» (1882; подпись П. Б-ъ). В 1894 году в журнале «Новое слово» появилась первая повесть Булыгина «К новой жизни», а затем рассказ «Волки» и повесть «Северцев». В 1897 году повесть «В полях и лесах» вышла отдельным изданием. В том же году журнал «Русское богатство» опубликовал роман Булыгина «Расплата».
По мнению историка литературы А. В. Смирнова, дружившего с П. П. Булыгиным, тот «был человеком скромным, благородным, с мягким незлобивым сердцем, с незнающей границ добротою и неподкупным доброжелательством. Петр Павлович не был выдающимся писателем, он и не претендовал на это; своими писаниями он не сказал какого-либо нового слова, не заявил себя чем-либо оригинальным, но его произведения в свое время читались с удовольствием и принимались читающей публикой наших «толстых» журналов с ожидаемой радостью».